# Мастиљар
Мастиљар (лат. Cyanoboletus pulverulentus) је врста вргања, гљиве из породице Boletaceae.

## Опис
Шешир ове гљиве је конвексан, у младости тамно браон боје док временом постоје све светлији.Може нарасти до 8 . Месо је жуте боје а на пресеку постаје тамно браон до црно. Споре су глатке, фузоидне (у облику фитиља) до елиптичне, и мере 11–15 са 4–6{{μm}}.

## Распрострањеност
Налази се у листопадним и мешовитим шумама, посебно на влажном земљишту, на падинама и испод стабала букве и храста. Уобичајена врста, налази се у северној Азији, Европи, северној Африци, централној и северној Јужној Америци..

## Сличне врсте
Иако је ова гљива прилично препознатљива, често може доћи до замене са врстом Boletus oliveisporus која је присутна у источним деловима Северне Америке. Једина сличност је роза боја на централном делу дршке.

## Употреба
У основи је јестива врста, али се ипак сматра отровном врстом, јер је недавно истраживање показало да посути вргањ апсорбује веће количине арсена из земље. Ова вредност варира од 2,4-1300  ( просечно 160 ) суве материје. Арсен је овде присутан само у облику диметиларсинске киселине. Иако ова количина није изразито токсична, сметра се канцерогеном.